# 施密特數
施密特數（Schmidt number）是一個無量綱量，定義為運動黏滯係數和分子擴散係數的比值，用來描述同時有動量擴散及質量擴散的流體。施密特數的命名是為了紀念德國工程師 Ernst Heinrich Wilhelm Schmidt (1892-1975)。
施密特數定義為 
{\displaystyle {\mathit {Sc}}={\frac {\nu }{D}}={\frac {\mu }{\rho D}}}
其中
- {\displaystyle \nu } 為流體的運動粘滯係數（kinematic viscosity），
- {\displaystyle D} 為擴散係數（molecular diffusivity），
- {\displaystyle \mu } 為動力粘滯係數（dynamic viscosity），
- {\displaystyle \rho } 為流體的密度。

施密特數與動量傳輸和質量傳輸的相對速率有關。

## 湍流施密特數
湍流施密特数通常用於湍流研究，定義為
{\displaystyle \mathrm {Sc} _{\mathrm {t} }={\frac {\nu _{\mathrm {t} }}{K}}}
其中
- {\displaystyle \nu _{\mathrm {t} }} 是涡流粘滯係數（英语：Turbulence modeling#Eddy viscosity）（Eddy viscosity），
- {\displaystyle K}是涡流扩散係数（Eddy diffusivity）。

湍流施密特数說明湍流動量傳遞速率和湍流質量傳遞速率之間的比例。湍流施密特数和湍流普朗特数有關，後者是湍流動量傳遞速率和湍流熱傳速率之間的比例。湍流施密特数可以用在湍流邊界層流場的質傳問題，最簡單的Sct模型是雷諾數類比（Reynolds analogy），會得到湍流施密特数為1。透過實驗數據以及計算流體力學的模擬，可以得到湍流施密特数，數值在0.2到6之間
。

## 斯特林发动机
斯特林发动机的施密特數和功率密度有關。布拉格捷克理工大學的Gustav Schmidt在1871年發布了理想等溫斯特林发动机模型的封閉形式解分析
{\displaystyle \mathrm {Sc} ={\frac {\sum {\left|{Q}\right|}}{{\bar {p}}V_{sw}}}}
其中
- {\displaystyle \mathrm {Sc} }是施密特數
- {\displaystyle Q}是轉換到工作流體上的熱
- {\displaystyle {\bar {p}}}是工作流體上的平均壓力
- {\displaystyle V_{sw}}是活塞掃過的體積